# Моя няня — вампир (телесериал)
«Моя́ ня́ня — вампи́р» (англ. My Babysitter's a Vampire) — телесериал, продолжение канадского фильма ужасов «Моя няня — вампир» (2010 года). Премьера в России состоялась на Disney Channel 3 ноября. Премьера второго сезона в России состоялась на Disney Channel 18 октября.

## Сюжет
Итан Морган новичок в своей школе. Он такой же, как все школьники, учится, веселится и влюбляется.  Ничего особенного, на первый взгляд, в нём нет. Может даже показаться, что Итан немного занудный, а вечерами он сидит в своей комнате за компьютером. На самом же деле Итан по ночам охотится за сверхъестественными силами в своём городе со своим лучшим другом Бенни, подругой Сарой и парочкой вампиров Рори и Эрикой. Да и сам Итан не просто школьник, он может видеть будущее, прикасаясь к людям.

## В ролях
- Мэтью Найт — Итан Морган
- Ванесса Морган — Сара
- Аттикус Митчелл — Бенни
- Камерон Кеннеди — Рори
- Кейт Тодд — Эрика
- Джо Диникол — Джесси
- Элла Джонас Фарлинджер — Джейн
- Натан Стефенсон — Гард
- Джейми Джонстон — Джеймс
- Джоан Грегсон — Бабушка Бенни
- Кэсси Стил — Рошель
- Лаура ДеКартере — Саманта Морган
- Эри Коэн — Росс Морган

## Эпизоды
| Сезон | Сезон | Эпизоды | Оригинальная дата показа | Оригинальная дата показа |
| Сезон | Сезон | Эпизоды | Премьера сезона          | Финал сезона             |
| ----- | ----- | ------- | ------------------------ | ------------------------ |
|       | 1     | 13      | 14 марта 2011            | 19 июля 2011             |
|       | 2     | 13      | 29 июня 2012             | 5 октября 2012           |

### Сезон 1 (2011)
| № общий | № в сезоне | Название                                            | Режиссёр         | Автор сценария               | Дата премьеры   |
| --- | ---------- | --------------------------------------------------- | ---------------- | ---------------------------- | --------------- |
| 1 | 1          | «Мертвый газон» «Lawn of the Dead»                  | Брюс Макдональд  | Тим Бернс, Том Макглис       | 14 марта 2011   |
| Бенни хочет встречаться с девушкой Деллой, однако у него ничего не получается. Он узнаёт, что недавно у неё умерла собака по кличке Пуфик. Бенни решает её воскресить, чтобы понравиться Делле. Он воскрешает Пуфика и вместе с ним других мёртвых животных. Вскоре выясняется, что в этих животных вселились демоны. Теперь Итану, Бенни и Саре придется остановить их. |            |                                                     |                  |                              |                 |
| 2 | 2          | «Черлидерши Зла» «Three Cheers for Evil»            | Брюс Макдональд  | Элис Продэноу, Том Макглис   | 15 марта 2011   |
| Эрика решает присоединиться к чирлидерам. Сара узнает, что Эрика вступает туда из-за мести к капитану Стефани, которая её унижала. Сара тоже вступает в команду чтобы присмотреть за Эрикой. Итан и Бенни узнают, что Стефани колдунья, и переодеваются в девчонок, чтобы узнать о её планах.                                                                            |            |                                                     |                  |                              |                 |
| 3 | 3          | «Сдача крови» «Blood Drive»                         | Пол Фокс         | Кен Купер, Том Макглис       | 19 января 2011  |
| Ученики сдают кровь в Белую церковь. Эрика записывается чтобы украсть немного крови и узнает что медсестры вампиры. Она уговаривает Рори украсть кровь из машины. Итан боится сдавать кровь, а Сара борется с желанием выпить кровь. |            |                                                     |                  |                              |                 |
| 4 | 4          | «Парни и Куклы» «Guys and Dolls»                    | Пол Фокс         | Кен Купер, Том Макглис       | 9 февраля 2011  |
| Когда у Джейн ломается её любимая кукла Дебби, она использует заклинание чтобы её починить,но вместо этого она её оживляет. Кукла рада, что её оживили, но чтобы продолжать жить ей необходимо высасывать жизненную энергию людей, превращая их в кукол. |            |                                                     |                  |                              |                 |
| 5 | 5          | «Двойное отрицание» «Double Negative»               | Тибор Такач      | Майк Кисс                    | 23 февраля 2011 |
| Бенни продает старый бабушкин фотоаппарат для школьной фотографии. Но оказывается, что этот фотоаппарат делает злые копии тех, кого сфотографировал. |            |                                                     |                  |                              |                 |
| 6 | 6          | «Пятница вечер испуга» «Friday Night Frights»       | Брюс Макдональд  | Дженнифер Пертш, Том Макглис | 16 марта 2011   |
| Итан случайно освобождает дух спортивного тренера. Тренер начинает преследовать Итана и единственный способ от него избавиться — выиграть в состязание по борьбе. |            |                                                     |                  |                              |                 |
| 7 | 7          | «Пахнет бедой» «Smells Like Trouble»                | Тибор Такач      | Дженнифер Пертш, Том Макглис | 22 марта 2011   |
| Бенни делает любовный эликсир по рецепту из бабушкиной книги заклинании и случайно влюбляет в себя и Итана всех девушек вокруг. |            |                                                     |                  |                              |                 |
| 8 | 8          | «Смертельная Капсула» «DiePod»                      | Тибор Такач      | Дженнифер Пертш, Том Макглис | 11 июля 2011    |
| Что-то странное творится в городе. Корни растут из телефонов в ухо. Итану, Бенни и Саре надо успеть их остановить. |            |                                                     |                  |                              |                 |
| 9 | 9          | «Синяя луна» «Blue Moon»                            | Пол Фокс         | Дженнифер Пертш, Том Макглис | 17 марта 2011   |
| Джон Давид дружит с Итаном и Бенни. Всё вроде бы хорошо. Но Итан и Бенни узнают, что Джон оборотень, и он ищет лекарство, чтобы снова стать человеком. |            |                                                     |                  |                              |                 |
| 10 | 10         | «Дуг охотник на вампиров» «Doug the Vampire Hunter» | Пол Фокс         | Дженнифер Пертш, Том Макглис | 26 июня 2011    |
| Итан выигрывает визит своего кумира и паранормального исследователя Дуга Хамерфола. Итан и Бенни очень счастливы, но ненадолго. У Сары заканчивается кровезаменитель. Дуг начинает охоту на бабушку Итана. |            |                                                     |                  |                              |                 |
| 11 | 11         | «Сваренное» «The Brewed»                            | Тибор Такач      | Тим Бернс, Грехем Ситер      | 1 марта 2011    |
| Обычное кофе превращает всех преподавателей школы в зомби и теперь Итану, Саре и Бенни придется их останавливать, и превращать обратно в людей. |            |                                                     |                  |                              |                 |
| 12 | 12         | «Трое подонков и Демон» «Three Geeks and a Demon»   | Пол Фокс         | Дженнифер Пертш, Том Макглис | 18 июля 2011    |
| Когда Рори случайно ломает антенну, Итану, Бенни, Саре нечем заняться. Они решаются сыграть в настольные игры, но Сара не хочет. |            |                                                     |                  |                              |                 |
| 13 | 13         | «Обновленный» «ReVamped»                            | Брайн К. Робертс | Крейг Мартин, Том Макглис    | 5 апреля 2011   |
| Экс-бойфренд Сары Джесси вернулся, чтобы забрать её с собой и окончательно превратить в вампира. Он ставит ей ультиматум, кусая Итана, тем самым превращает его в вампира. |            |                                                     |                  |                              |                 |

### Сезон 2 (2012)
| № общий | № в сезоне | Название                                                           | Режиссёр      | Автор сценария               | Дата премьеры    |
| --- | ---------- | ------------------------------------------------------------------ | ------------- | ---------------------------- | ---------------- |
| 14 | 1          | «Добро пожаловать обратно» «Welcome Back Dusker»                   | Тибор Такач   | Тим Бернс, Том МакГлис       | 29 июля 2012     |
| Сара возвращается в школу, но уже как вампир. После того как Сара вернулась начинают происходить странные вещи. Совет вампиров решает, что виновники в этом Сара или Итан. И теперь им придется очистить свои имена. |            |                                                                    |               |                              |                  |
| 15 | 2          | «Сказание о Мазтеке» «Say You'll Be Maztak»                        | Келли Хармс   | Джефф Бидарман               | 6 июля 2012      |
| Когда учитель биологии находит стеклянный череп, он пробуждает Лючию. Лючия стала заместителем Мистера Джи, так как ему стало плохо. Лючия превращает мальчишек в своих войнов и приказывает строить алтарь для жертвоприношения чтобы вызвать Мазтека. Только Саре и Эрике остается спасать весь мир. |            |                                                                    |               |                              |                  |
| 16 | 3          | «Клыкастый и Яростный» «Fanged and Furious»                        | Тибор Такач   | Этан Бэнвилл, Том МакГлис    | 20 июля 2012     |
| Итан и Бенни идут на распродажу, где хотят купить машину. Когда Итан касается машины, он узнает, что в ней заключен дух вампира и оживляет его. Теперь ребятам надо понять почему он преследует их одноклассников. |            |                                                                    |               |                              |                  |
| 17 | 4          | «Крокодилы» «Flushed»                                              | Тибор Такач   | Дженнифер Пертш, Том МакГлис | 27 июля 2012     |
| Итан и Бенни приходят в школу мокрыми, так как вода пропала во время душа. Потом они решают воспользоваться водой на занятиях готовки, но там ее тоже нету. Когда Итан проверяет трубу, видит, что что- то проплыло по трубе.Теперь ребятам надо выяснить что это, ведь в городе начали пропадать люди |            |                                                                    |               |                              |                  |
| 18 | 5          | «Зеркало» «Mirror/RorriM»                                          | Лори Линд     | Майк Кисс, Том МакГлис       | 10 августа 2012  |
| В школе решают поставить спектакль, которой не ставился 25 лет из-за трагического случая. Эрика хочет главную роль из-за ненависти к австралийке Сидни Кловерс. Сидни Кловерс получила травму и за неё будет играть Эрика. Эрика идет в свою гримерную после чего с ней что- то происходит. Итану, Саре и Бенни придется выяснить, что же случилось с ней.                                                        |            |                                                                    |               |                              |                  |
| 19 | 6          | «Кротовая деревня» «Village of the Darned»                         | Келли Хармс   | Лори Эллиотт, Том МакГлис    | 24 августа 2012  |
| Начинается распродажа печений скаутами. Но тут что- то неладно, ведь взрослые съев печенье, уходят из города, а дети становится зомби. Старшая вожатая собирает всех детей чтобы отправить их в кротовую деревню. Теперь нашим ребятам надо остановить их |            |                                                                    |               |                              |                  |
| 20 | 7          | «Любовь Хо-Тепа» «Hottie Ho-Tep»                                   | Тибор Такач   | Майли Смит, Том МакГлис      | 7 сентября 2012  |
| Во время экскурсии в музей Бенни крадет селезенку мумии, так как он истратил их запас. Мумия оживает и идет за своей селезенкой, влюбляясь в Сару. Попутно взяв несколько органов у Бабушки Бенни, мумия становится человеком. Теперь Итану и Бенни придется спасать Сару, так как мумия хочет взять свою любимую в загробный мир.                                                                                |            |                                                                    |               |                              |                  |
| 21 | 8          | «Независимость Дэз» «Independence Daze»                            | Тибор Такач   | Дженифер Петш, Том МакГлис   | 14 сентября 2012 |
| Бабушка говорит Саре, Итану и Бенни, что что- то плохое движется и говорит не ссорится, так как когда они вместе, они справятся. На следующий день они просыпаются, но каждый в параллельной вселенной, где нет никого, кроме их страхов. Теперь они должны выбраться сообща, но есть маленькая проблема- как? |            |                                                                    |               |                              |                  |
| 22 | 9          | «Песня Сирены» «Siren Song»                                        | Тибор Такач   | Том МакГлис, Дженифер Петш   | 15 ноября 2012   |
| В школе проходит конкурс талантов и в нем участвует школьница Сирен. Когда она начинает петь, все сходят с ума. Потом выясняется, что Сирен это Сирена. Чтобы не допустить её победы Итан, Бенни и Рори создают свою группу. |            |                                                                    |               |                              |                  |
| 23 | 10         | «Джокинштейн» «Jokenstein»                                         | Лори Линд     | Том МакГлис, Дженифер Петш   | 4 октября 2012   |
| Итан и Бенни решают стать спортсменами. Они решают идти в хоккей. Там их берут, так как они единственные, кто не испугался Джокина — лучшего хоккеитса в команде. Но оказывается, что Джокин — это франкенштейн, которого создал их тренер, а, чтобы он жил, ему лишь осталось найти мозги. Итан идеально подходит для этого.                                                                                     |            |                                                                    |               |                              |                  |
| 24 | 11         | «Хеллоуин» «Halloweird»                                            | T.W. Peacocke | Дженифер Петш, Том МакГлис   | 23 сентября 2012 |
| На уроке Мистер Джи показывает маску и говорит легенду, что шаман, который одевал эту маску превращал войнов в животных. Рори захотел одеть эту маску и надев ее, он начал превращать люде в то во, что они одеты. |            |                                                                    |               |                              |                  |
| 25 | 12         | «Дата конца всех дат: 1 часть» «The Date to End All Dates: Part 1» | Фархад Манн   | Тим Бернс, Дженифер Пертш    | 29 ноября 2012   |
| На вампирский совет был совершен обвал. Совет просит Итана узнать, кто убил библиотекаря и он говорит, что убийца искал люцефрактор. Итан все таки решается пригласить Сару на свидание, а Бенни и Рори соглашаются найти люцефракт. У Итана идет видение с Джесси, где он говорит, что люцефрактор это оружие, которое сможет уничтожить всех вампиров в Уайтчепеле.                                             |            |                                                                    |               |                              |                  |
| 26 | 13         | «Дата конца всех дат: 2 часть» «The Date to End All Dates: Part 2» | Фархад Манн   | Майк Кисс, Том МакГлис       | 6 декабря 2012   |
| Ребята узнают, что Стерн и есть тот, кто хочет уничтожить всех вампиров. Тем временем свидание Итана с Сарой прошло неудачно. Итан зовет в помощь Джесси, так как он и спрятал люцефрактар, и убил деда Стерна. Стерн проникает в совет, где пытается уничтожить всех вампиров путём вселения силы люцефрактара в себя. Рори, Эрика и Анастасия уходят из города и видят взрыв люцефракта. Что дальше неизвестно. |            |                                                                    |               |                              |                  |

## Награды
| Год  | Категория                            | Награда                                                         | Результат | Получатель                                                                                 |
| ---- | ------------------------------------ | --------------------------------------------------------------- | --------- | ------------------------------------------------------------------------------------------ |
| 2011 | Джемини                              | Лучший Драматический мини-сериал или телефильм                  | Номинация | н/д                                                                                        |
| 2011 | Джемини                              | Лучшее Выступление Актера второго плана в Драматическом сериале | Номинация | Митчелл, Аттикус                                                                           |
| 2011 | Премия Гильдии режиссеров Канады     | Лучший Режиссер телефильма или мини-сериала                     | Номинация | Брюс МакДональд                                                                            |
| 2011 | Премия Гильдии режиссеров Канады     | Лучший Производственный Дизайн телефильма или мини-сериала      | Номинация | Ингред Юрек                                                                                |
| 2011 | Премия Гильдии режиссеров Канады     | Лучший Звукорежиссер телефильма или мини-сериала                | Номинация | Роберт Эгедус, Марвин Деннис, Кевин, Хоуард, Марк Бек, Цвикер Грен-Эрих, и Ричард Калистан |
| 2012 | Премия Гильдии сценаристов Канады    | Дети и Молодежь                                                 | Номинация | Куперус, Кен и Бен, Джозеф                                                                 |
| 2012 | Премия Гильдии сценаристов Канады    | Дети и Молодежь                                                 | Победа    | Проданоу, Элис                                                                             |
| 2012 | Молодой актёр                        | Лучшее Выступление в сериале Молодого актера Первого плана      | Номинация | Мэтью Найт                                                                                 |
| 2012 | Премия Пикси                         | Золотая Премия Пикси — Визуальные Эффекты                       | Победа    | н/д                                                                                        |
| 2012 | Ракетная премия Шоу                  | н/д                                                             | Победа    | Брайан, Ирвинг                                                                             |
| 2012 | Премия Диджи                         | Лучшие в Кроссплатформенной игре среди Детей                    | Номинация | Секретное место, Люди против Вампиров                                                      |
| 2012 | Международная креативная премия      | Веб-игра и Дизайн                                               | Номинация | Секретное место, Люди против Вампиров                                                      |
| 2013 | Премия детского контента             | Лучший Собственный Сайт                                         | Номинация | Секретное место, Люди против Вампиров                                                      |
| 2013 | Канадская кинопремия                 | Лучший Кроссплатформенный Проект — Дети и Молодежь              | Победа    | Секретное место, Люди против Вампиров                                                      |
| 2013 | Канадская кинопремия                 | Лучшая Режиссура в детском шоу или сериале                      | Номинация | Брайан Робертс                                                                             |
| 2013 | Канадская премия сценаристам         | Детские Шоу                                                     | Номинация | Майлс Смит,Ричард Эллиот и Саймон Расиоппа                                                 |
| 2013 | Премия молодежного альянса           | Награда за Отличное детское шоу, все жанры, 9-12 лет            | Номинация | Клыкастый и Яростный                                                                       |
| 2013 | Премия БИТС                          | Анимация                                                        | Номинация | Люди против Вампиров                                                                       |
| 2013 | Молодой актёр                        | Лучшее Выступление в сериалах Второстепенный Молодой актриссы   | Победа    | Холли Эддисон tied with Kiernan Shipka («Mad Men»)                                         |
| 2013 | Канадская кинопремия лучшего монтажа | Лучший Монтаж в получасовом фильме                              | Номинация | Эллен Файн                                                                                 |